# St. Elisabeth (Hamburg-Harvestehude)

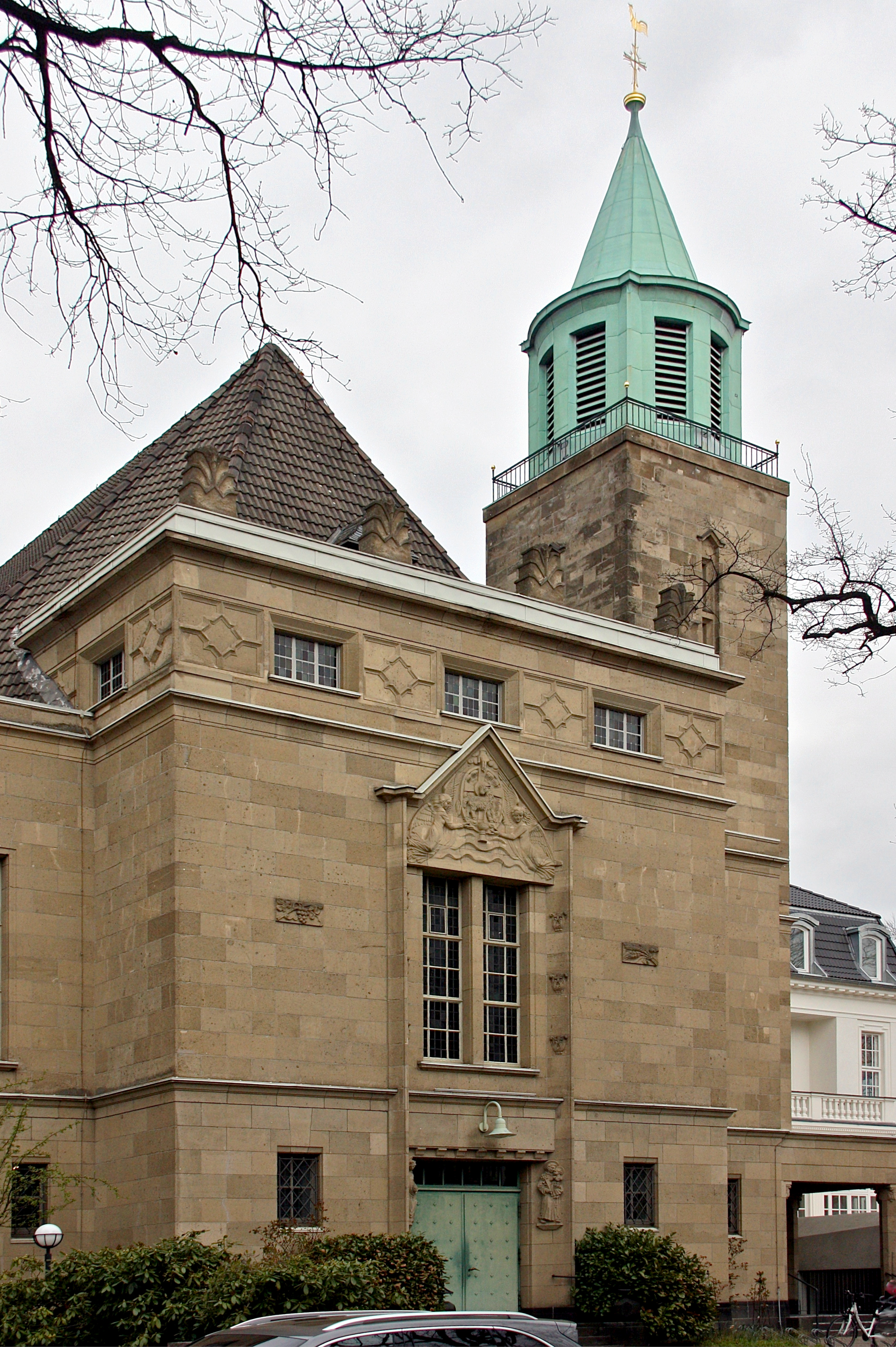
St. Elisabeth, Hamburg-Harvestehude

St. Elisabeth in Hamburg ist eine Kirche im Stadtteil Harvestehude, gelegen nahe der Hochallee auf Höhe des Innocentiaparks. Sie ist die Hauptkirche der römisch-katholischen Kirchengemeinde St. Elisabeth Hamburg. Das Kirchgebäude wurde 1926 nach Plänen von Heinrich Renard und Jos. van Geisten errichtet, und steht unter Denkmalschutz.

## Geschichte
1927 wurde die zur Gemeinde St. Elisabeth gehörende katholische Grundschule mit Sitz in einer Villa gegründet, 1958 entstand der Neubau in der Hochallee 9. Die Katholische Schule Hochallee besteht weiterhin, heute als staatlich anerkannte Privatschule in Trägerschaft des Katholischen Schulverbands Hamburg.
2001 stellte das Denkmalschutzamt Hamburg die St. Elisabethkirche in der Oberstraße 67 zusammen mit dem angrenzenden Gemeindehaus in der Hochallee 61 als Ensemble unter Denkmalschutz.
Zur Umsetzung von Umstrukturierungs- und Sparmaßnahmen im Erzbistum Hamburg verkaufte die Gemeinde das benachbarte Pfarrhaus an der Ecke Hochallee / Oberstraße. Die darin befindlichen Gemeinderäume einschließlich des Kindergartens wurden in einem eingeschossigen Neubau zusammengefasst, der 2006 im Vorgarten des Pfarrhauses errichtet wurde.

## Architektur und Ausstattung

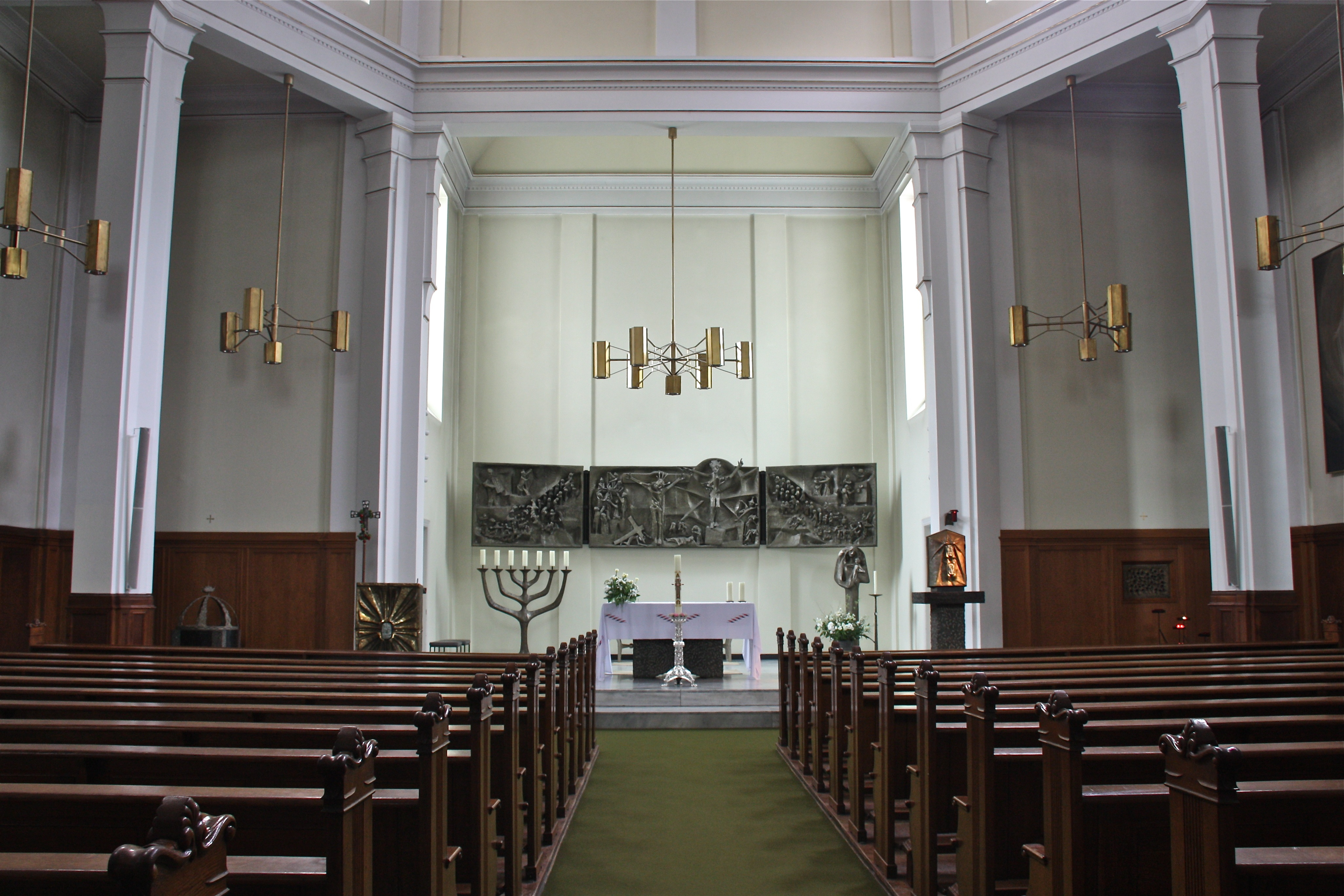
Innenraum mit Blick auf den Altar

Die Kirche ist auf zwei schmalen Stadthaus-Parzellen errichtet und schließt links und rechts an die benachbarten Häuser an. Auch die Traufhöhe fügt sich in die Bebauung ein. Abgesehen vom asymmetrischen Turm und der Verkleidung mit Werksteinen ist das Kirchgebäude somit äußerlich wenig auffällig. Die Fassade ist mit „zurückhaltend expressionistischem“ Dekor geschmückt, dargestellt wird unter anderem die Legende des Rosenwunders der Elisabeth von Thüringen.
Über dem Altar zeigt ein an der Wand befestigtes Triptychon Szenen der Kreuzigung, ausgeführt monochrom und halbplastisch.
Gebhard Fugel schuf drei Gemälde in der Kirche: das Bild über dem ehemaligen Hochaltar befindet sich jetzt links. Zwei weitere Gemälde Fugels zeigen Maria nach der Offenbarung und den hl. Joseph als Schutzpatron der Kirche.

## Orgel
Rudolf von Beckerath baute 1951 als Opus 1 eine zweimanualige Orgel mit mechanischer Traktur, die zunächst über elf Register verfügte. 1965 wurden sieben Register ergänzt und das Werk vervollständigt. Beckerath elektrifizierte 1976 die Registertraktur und baute eine Setzeranlage ein. Im Jahr 2020 folgte eine Generalüberholung, eine Reorganisation und eine Erweiterung auf vier Manualwerke und 52 klingende Register. Der doppelte Spieltisch hat eine traditionelle Seite mit zwei und eine moderne Seite mit vier Manualklaviaturen. Die Disposition lautet wie folgt:
| I Hauptwerk C–g3 |        |         |
| Prinzipal        | 16′    |         |
| Quintadena       | 16′    |         |
| Principal        | 08′    | (u)     |
| Gemshorn         | 08′    | (s)     |
| Rohrflöte        | 08′    |         |
| Oktave           | 04′    | (u)     |
| Spitzflöte       | 04′    | (s)     |
| Nasat            | 02 ⁄3′ |         |
| Waldflöte        | 02′    | (u)     |
| Mixtur IV–V      | 02′    | tw. (u) |
| Trompete         | 08′    | (s)     |
| Tremulant        |        |         |
| Elisabeth Rose   |        |         |

| II Brustwerk C–g3 |       |     |
| Quintadena        | 16′   |     |
| Salicional        | 08′   |     |
| Lieblich Gedackt  | 08′   | (u) |
| Principal         | 04′   |     |
| Rohrflöte         | 04′   | (u) |
| Principal         | 02′   | (u) |
| Spitzflöte        | 02′   |     |
| Sesquialtera II   |       |     |
| Scharff III       | 01⁄2′ | (s) |
| Krummhorn         | 08′   | (s) |
| Tremulant         |       |     |

| III Récit C–g3       |         |  |
| Flûte Allemande      | 16′     |  |
| Flûte Harmonique     | 08′     |  |
| Viola da Gamba       | 08′     |  |
| Bourdon              | 08′     |  |
| Voix Célèstis        | 08′     |  |
| Prestant             | 04′     |  |
| Fugara               | 04′     |  |
| Flûte Traversière    | 04′     |  |
| Nasard               | 02 ⁄3′  |  |
| Quarte de Nasard     | 02′     |  |
| Tierce               | 01 3⁄5′ |  |
| Cornet V             |         |  |
| Plein Jeu III–IV     | 02′     |  |
| Trompette Harmonique | 08′     |  |
| Hautbois             | 08′     |  |
| Tremblant            |         |  |

| IV Fernwerk C–g3 |    |  |
| Clarabella       | 8′ |  |
| Aeoline          | 8′ |  |
| Unda Maris 0     | 8′ |  |
| Nachthorn        | 4′ |  |
| Zimbelflöte II 0 | 2′ |  |
| Dulcian          | 8′ |  |
| Tremulant        |    |  |

| Pedal C–f1       |        |     |
| Akustikbass      | 32′    |     |
| Principal        | 16′    |     |
| Subbass          | 16′    | (u) |
| Octavbass        | 08′    |     |
| Gedacktbass      | 08′    | (u) |
| Choralbass       | 04′    | (u) |
| Nachthorn        | 02′    |     |
| Rauschpfeife III | 02 ⁄3′ | (s) |
| Posaune          | 16′    | (s) |
| Fagott           | 16′    |     |
| Posaune          | 08′    |     |

- Koppeln: II/I, I/P, II/P
- Spielhilfen: 4 Setzer-Kombinationen, Tutti
- Anmerkungen

(u) = Register des ursprünglichen Instruments von 1951
(s) = Register der späteren Erweiterung von 1965
unbezeichnete Register sind 2020 neu gefertigt worden

## Glocken
Im Jahr 1935 goss die renommierte Glockengießerei Otto aus Hemelingen/Bremen drei Bronzeglocken für St. Elisabeth in Harvestehude. Die Glocken sind gestimmt auf: fis' – a' – h'. Sie haben folgende Durchmesser: 1150 mm, 933 mm, 831 mm. Die drei Glocken haben die Glockenvernichtung der Nazis überstanden.